# Gothic 3
Gothic 3 is een computerspel ontwikkeld door Piranha Bytes en uitgegeven door JoWood voor Windows. Het actierollenspel (ARPG) is uitgekomen in Europa op 13 oktober 2006 en in de VS op 14 november 2006.

## Plot
De naamloze protagonist en hoofdpersoon in het spel vaart samen met zijn vrienden naar Myrtana, een nieuw continent dat is overspoeld met Orcs. Deze Orcs hebben de mensen tot hun slaaf gemaakt. De speler moet kiezen tussen zich aansluiten bij de rebellen, en zo trouw blijft aan de afgezette koning, of de Orcs helpen in hun zoektocht naar de laatste overgebleven mensen, of een pad te kiezen dat zijn eigen doeleinden dient.

## Spel
Net als in de voorgaande spellen kan het hoofdpersonage opdrachten voltooien om ervaringspunten te verzamelen. Deze punten kunnen vervolgens gebruikt worden om het personage sterker te maken en nieuwe technieken te leren. Afhankelijk van de gekozen klasse zijn er een of meerdere ervaringsniveaus.
Er zijn hoofd- en zijfracties in het spel. Men kan zich niet direct aansluiten bij een fractie, maar moet eerst reputatiepunten zien op te bouwen. Later in het spel kiest de speler bij welke hoofdfractie hij zich wil aansluiten.

## Ontvangst
| Recensiescore       | Recensiescore |
| Recensieverzamelaar | Score         |
| ------------------- | ------------- |
| Metacritic          | 63%           |
| Publicist           | Score         |
| Game Informer       | 5/10          |
| GameSpot            | 7,6           |
| GameSpy             | 1,5/5         |
| IGN                 | 4,9/10        |
| PC Gamer (VS)       | 80%           |

Gothic 3 werd ontvangen met gemengde recensies. Men prees de vele uitdagingen in het spel en de toegankelijke gevechten. Kritiek was er op de bugs, haperingen, het gevoel van een onvoltooid spel en de akelige stemmen.
Na een release die gepaard ging met problemen en bugs, werd het spel ondanks dat toch een commercieel succes. In maart 2007 werd bekend gemaakt dat het spel ruim 500.000 keer is verkocht.
Op aggregatiewebsite Metacritic heeft het spel een verzamelde score van 63%.

## Uitbreidingspakket
Op 20 november 2008 kwam Gothic 3: Forsaken Gods uit als officieel uitbreidingspakket voor Gothic 3. In Duitsland kwam het een dag later uit onder de titel Götterdämmerung. In Europa verscheen het op 5 december 2008. Het uitbreidingspakket vult het hoofdspel aan met nieuwe opdrachten, locaties, wapens en nieuwe personages.